# Castel Pienzenau
Castel Pienzenau (in tedesco Schloss Pienzenau) è un castello che si trova nel quartiere di Maia Alta del comune di Merano in Alto Adige.
I primi documenti scritti riguardanti il castello risalgono al 1394. Fino al XVIII secolo fu utilizzato dai monaci benedettini dell'abbazia di Ettal in Baviera come luogo di riposo e preghiera. Furono loro a trasformare i vasti terreni del castello in un giardino con varie specie vegetali anche rare.
Dopo vari passaggi, il maniero fu acquistato da Paul Kuh-Chrobak, che vi ebbe come ospite anche Richard Strauss. Nel 1969 divenne di proprietà della famiglia Schölzhorn che lo rinnovò completamente.
Oggi il castello è adibito ad albergo e vi si svolgono anche matrimoni e altre manifestazioni.